# Matthew McNulty
Michael Anthony 'Matthew' McNulty (Manchester, 14 december 1982) is een Brits acteur.

## Biografie
McNulty werd geboren in Manchester en leerde het acteren aan de Laine Johnson Theatre School aldaar. Hij veranderde zijn voornaam in Matthew omdat er al een acteur bestond met de naam Michael McNulty.
McNulty begon in 2001 met acteren in de televisieserie Emmerdale Farm, waarna hij nog meerdere rollen speelde in televisieseries en films.
McNulty is getrouwd en heeft hieruit twee zoons.

## Filmografie

### Films
Uitgezonderd korte films.
- 2023 Greatest Days - als Stuart
- 2020 Running Naked - als Mark Doherty
- 2017 Bound - als Matt
- 2013 Our Girl - als korporaal Geddings
- 2012 Spike Island - als Ibiza Ste
- 2012 The Knot - als Jeremy
- 2010 Toast - als Josh
- 2010 The Arbor - als Andrew Dunbar
- 2009 Messengers 2: The Scarecrow - als sheriff Milton
- 2009 Looking for Eric - als jonge Eric
- 2009 Vivaldi, the Red Priest - als Philippe d'Orléans
- 2008 The Shooting of Thomas Hurndall - als Tom Hurndall
- 2008 Little Ashes - als Luis Buñuel
- 2008 Kis Vuk - als Alex (stem)
- 2007 Control - als Nick
- 2007 The Mark of Cain - als Shane Gulliver
- 2005 Love + Hate - als Shane
- 2002 Birthday Girl - als Justin
- 2002 An Angel for May - als Sniffer

### Televisieseries
Uitgezonderd eenmalige gastrollen.
- 2024 The Jetty - als Arj - 4 afl.
- 2021-2023 Domina - als Gaius Octavius - 14 afl.
- 2022 The Rising - als Tom Rees - 8 afl.
- 2020 Deadwater Fell - als Steve Campbell - 4 afl.
- 2019 The Bay - als Nicholas Mooney - 6 afl.
- 2019 Cleaning Up - als Dave - 6 afl.
- 2018 Versailles - als Guillaume - 9 afl.
- 2017 The Terror - als Little - 10 afl.
- 2016 The Musketeers - als Lucien Grimaud - 10 afl.
- 2015 Black Work - als Daniel Bate - 10 afl.
- 2013-2014 The Mill - als Daniel Bate - 10 afl.
- 2014 The Great War: The People's Story - als Alan Lloyd - 2 afl.
- 2014 Jamaica Inn - als Jem Merlyn - 3 afl.
- 2012-2013 The Paradise - als Dudley - 16 afl.
- 2010-2012 Misfits - als Seth - 11 afl.
- 2012 Room at the Top - als Joe Lampton - 2 afl.
- 2012 The Syndicate - als Stuart Bradley - 5 afl.
- 2011 Silent Witness - als sergeant Craig Whitehead - 2 afl.
- 2010 Single-Handed - als Brian Doyle - 6 afl.
- 2009-2010 Lark Rise to Candleford - als Fisher Bloom - 5 afl.
- 2010 Five Days - als Danny Preston - 5 afl.
- 2009 Cranford - als Edward Bell - 2 afl.
- 2009 Unforgiven - als Steve Whelan - 3 afl.
- 2008 Honest - als Vincent 'Vin' Carter - 6 afl.
- 2007 The Royal - als Stan - 3 afl.
- 2007 True Dare Kiss - als Arlo - 2 afl.
- 2007 Holby City - als Rob Gibson - 2 afl.
- 2006 See No Evil: The Moors Murders - als David Smith - 2 afl.

- Bibsys: 10044062
- Bibliothèque nationale de France: cb16277538j (data)
- Gemeinsame Normdatei: 141269715
- International Standard Name Identifier: 0000 0001 1887 4978
- Library of Congress Control Number: no2010033853
- Nederlandse Thesaurus van Auteursnamen: 307886409
- Système universitaire de documentation: 162356080
- Virtual International Authority File: 165120727
- WorldCat: E39PBJptYRDQwr7jwvxjQxHBfq